# René C. Jäggi
René Charles Jäggi (* 17. Dezember 1948)  ist ein Schweizer Unternehmer und Sportfunktionär. Seit 2019 ist Jäggi Vize-Präsident beim FC Pratteln.

## Karriere
Jäggi wuchs in Basel auf und ging dort zur Schule. An der Universität Basel studierte er Sport und an der Hochschule St. Gallen hörte er Marketing. Ein zusätzliches Auslandsstudium absolvierte er an der Waseda-Universität in Tokio.
Zwischen 1973 und 1986 arbeitete Jäggi in verschiedenen Unternehmen in Basel, Köln und London sowie in den USA und Japan. Im Juli 1986 holte ihn Horst Dassler (Sohn von Adolf Dassler) als Vertriebschef zu Adidas. Bei Adidas wurde er nach Dasslers Tod zum 1. November 1987 Vorstandsvorsitzender. Damals war Adidas von Konkurrenten wie Nike und Reebok überholt worden; Adidas galt bei vielen Jugendlichen als uncool. Nachdem 1990 Bernard Tapie 80 Prozent von Adidas gekauft hatte und das Unternehmen in eine Aktiengesellschaft umgewandelt hatte, wurde Jäggi 1992 von der Aufsichtsratsvorsitzenden Gilberte Beaux entlassen.
Im Jahr 1994 kaufte Jäggi den vor dem Konkurs stehenden alteingesessenen deutschen Schuhhersteller Romika, entließ 600 von 800 Mitarbeitern in Deutschland und verlagerte die Produktion größtenteils ins Ausland.
Seit August 2006 ist er Verwaltungsratspräsident und Delegierter des Verwaltungsrates der GRJ AG in Basel. Er ist Delegierter und Präsident des Verwaltungsrates der OpenLimit Holding AG in Baar, Präsident der aesurge AG, Mitglied des Verwaltungsrates der MCH Group in Basel sowie Vizepräsident des Verwaltungsrates der WMM Bauingenieure AG in Münchenstein.
Von 2008 bis 2012 war er Aufsichtsratsvorsitzender der Röder Zeltsysteme und Service AG.

### Funktionen im Profifussball
Im Dezember 1996 wurde Jäggi zum neuen Präsidenten des FC Basel gewählt, zu einem Zeitpunkt, als der FC Basel vor dem finanziellen und sportlichen Niedergang stand. Innerhalb von fünf Jahren führte Jäggi den FC Basel in ein neues modernes Stadion, zum ersten Meistertitel nach 22 Jahren und erstmals in die Champions League. Dank seiner Beziehungen nach Japan gewann er Toyota als Hauptsponsor. Am 14. Oktober 2002 trat Jäggi als Präsident zurück.
Am 4. September 2002 wurde Jäggi Generalbevollmächtigter des 1. FC Kaiserslautern. Er löste den zurückgetretenen Jürgen Friedrich ab. Am 7. November 2002 wurde er offiziell zum Vorstandsvorsitzenden ernannt. Ab dem 8. Januar 2003 war er auch formell Präsident des 1. FC Kaiserslautern. Er bewahrte den finanziell angeschlagenen 1. FCK durch den Verkauf des vereinseigenen Fritz-Walter-Stadions und die Anerkennung einer bis heute fraglichen und von einem Gericht später negierten Steuerschuld vor der Insolvenz und sicherte Spiele der WM 2006 in Kaiserslautern. Parallel zu seinem Vereinsamt fungierte Jäggi als Geschäftsführer der OK-Außenstelle Kaiserslautern und war damit für die Planung und Durchführung der WM-Spiele 2006 in Kaiserslautern zuständig. Die als Sanierung bezeichneten Etatkürzungen erwiesen sich als eine Konsolidierung auf Zeit; 2006 stieg der FCK aus der Bundesliga ab. Am 19. November 2005 trat Jäggi von seinem Posten zurück, blieb aber vorerst noch aus Satzungsgründen kommissarisch im Amt. Am 31. Juli 2006 übergab Jäggi seinen Posten an den damaligen Vorstandskollegen Erwin Göbel.

### Judo
2002 war er an der Vergabe der Judo-Weltmeisterschaft nach Basel beteiligt; er war auch OK-Präsident der Weltmeisterschaft.
Jäggi ist Träger des 5. Dan im Judo und wurde 2011 vom Internationalen Judoverband aufgrund seiner Verdienste bei der internationalen Entwicklung der Sportart zum 6. Botschafter berufen.

## Privates
Jäggi ist geschieden und hat zwei Kinder.
2016 wurde Jäggi mit schweren Verletzungen aufgefunden, nach seiner Genesung sprach er 2019 gegenüber den Medien über seinen damaligen Suizidversuch.